# Specialoperationsstyrke
Specialoperationsstyrke (også kaldet SOS eller SOF) er militære enheder bestående af særligt uddannede soldater, som typisk indsættes i offensive operationer, strategiske rekognosceringsopgaver, støtte til antiterrorkorps samt personbeskyttelse af militært og civilt personel i udlandet. Et kendetegn specialoperationsstyrker har tilfælles verden over, er et fysisk og psykisk hårdt optagelseskursus, der skal bestås for at få adgang til den egentlige uddannelse. 
Mange nationer har opbygget deres specialoperationsstyrker, herunder Frømandskorpset, efter inspiration og skabelon fra det britiske SAS. Specialsoperationsstyrker kaldes ofte specialstyrker, men specialstyrker dækker lidt bredere, og inkluderer også enheder som ikke rent formelt er specialoperationsstyrke, eksempelvis Siriuspatruljen og SSR.

## I Danmark
I Danmark findes der to specialoperationsstyrker:
- Jægerkorpset (Hæren)
- Frømandskorpset (Søværnet)

Jægerkorpset holder til på Flyvestation Aalborg. For at blive Jægersoldat skal man have aftjent værnepligt og gennemført et to måneders patruljekursus efterfulgt af et to måneders aspirantkursus. Det er ikke nok at bestå for at blive optaget i Jægerkorpset, men man skal bestå begge kurser (med maximalt to års mellemrum) med karakteren "meget tilfredsstillende". Derefter skal man på et to ugers faldskærmskursus og på et to ugers kampsvømmerkursus som også skal bestås med karakteren "meget tilfredsstillende". Dernæst skal man gennemføre et års tjeneste i Jægerkorpset til karakteren "meget tilfredsstillende", før man er fuldgyldig jægersoldat. Jægerkorpset forventer mindst 3 års gavntjeneste.
Frømandskorpset holder til i Kongsøre ved Isefjorden. I Frømandskorpset behøver man ikke have aftjent værnepligt for at være kvalificeret formelt til optagelse. For at blive frømandssoldat skal man først igennem en 2-dages ansættelsesprøve, hvor fysik og boglige færdigheder testes. Består man med karakteren "tilfredsstillende" går man videre til en optagelsesprøve bygget op af et landmodul (ca. 70 timer) og et vandmodul (ca. 12 timer). Egnede ansøgere fortsætter til en speciallægeundersøgelse og herefter vurderes det, hvem der får lov at starte på elevskolen. Elevskolen er delt op i to moduler, der hver varer ca. 17 uger. Den indeholder uddannelse i de emner, som frømandssoldaten kommer til at beskæftige sig med i korpset. Består man og bliver frømandssoldat, er der en bindingsperiode på to år.

## I udlandet
Blandt kendte udenlandske specialoperationsstyrker er:
- SASR, Australien
- GIGN, Frankrig
- NZ SAS, New Zealand
- Alpha Group, Rusland, (Hører under Spetsnaz, men næsten alle soldater med anderledes træning er Spetsnaz, og er ikke at sammenligne med vestlige specialstyrker).
- SAS og SBS, Storbritannien
- Delta Force US Army USA
- United States Army Special Forces (Grønne Beretter), USA
- Army rangers, US Army, USA (Semi-elite, hører ikke under reelle special operationsstyrker).
- Navy SEALs, US Navy, USA